# Mole Antonelliana
Mole Antonelliana je významná památka v italském městě Turín. Je pojmenována podle autora architekta Alessandra Antonelliho, přičemž italský výraz mole obecně označuje monumentální stavbu. Výška budovy je 167,5 m a je tak nejvyšší zděnou budovou na světě.

## Historie

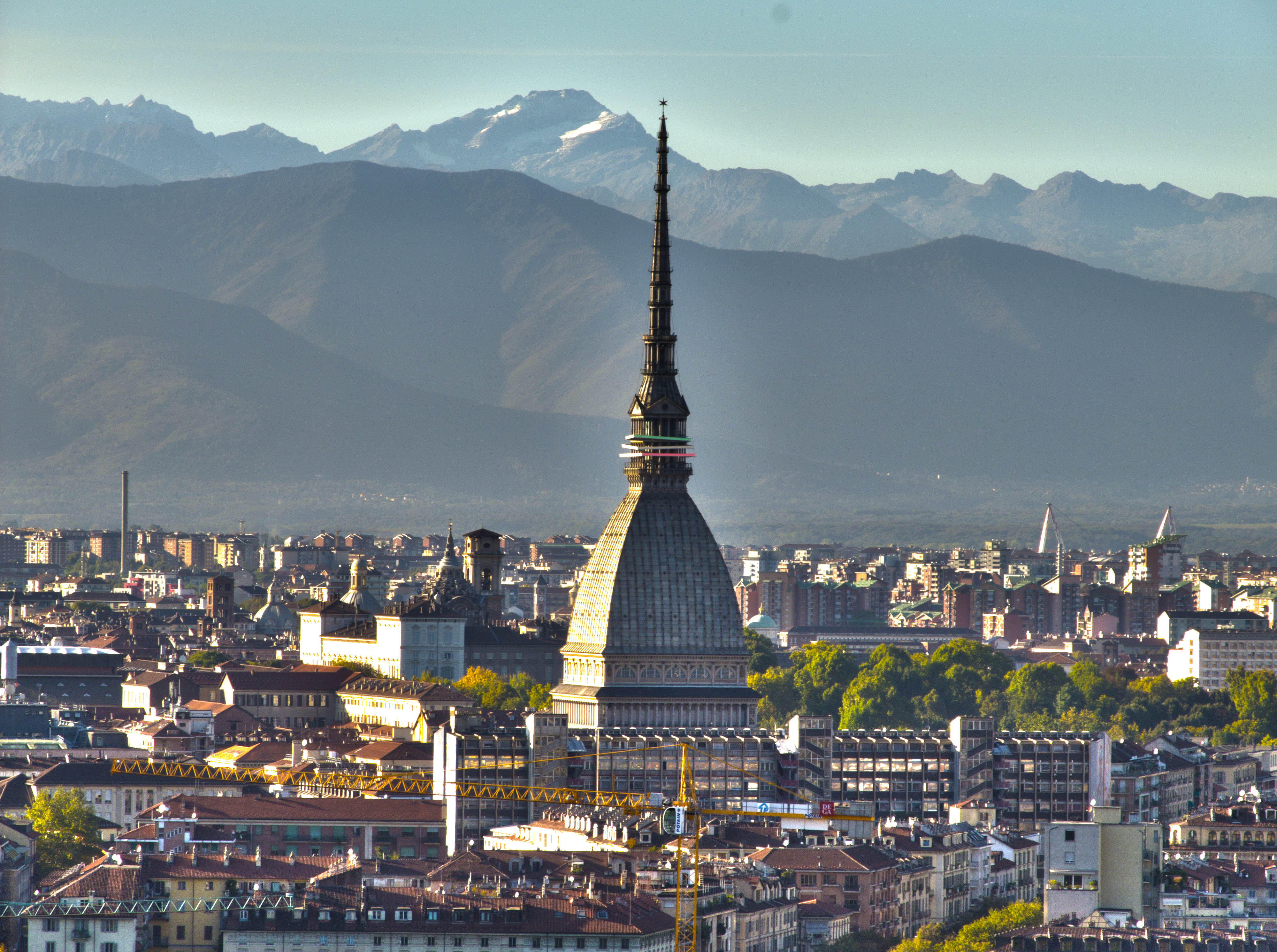
Turínské panorama s Mole Antonelliana od Villa della Regina

Antonelli byl pověřen místní židovskou komunitou, aby vystavěl novou synagogu. Původní návrh budovy se během výstavby vícekrát změnil a oproti původnímu plánu byla zvýšena o 46 metrů, z finančních důvodů byla tedy stavba odkoupena městem a synagoga byla vystavěna na jiném místě. 
Výstavba samotné budovy začala v roce 1863 a byla dokončena v roce 1888, krátce po Antonelliho smrti. Od roku 2000 je sídlem filmového muzea.
Dne 23. května 1953 zničila průtrž mračen vrchní část 47 metrového jehlanu. Ten byl přestavěn až v roce 1961 v podobě kovové konstrukce pokryté kamenem. Věž Mole Antonelliana je vyobrazena i na italských euromincích.